# Wyspy Świętego Tomasza i Książęca na Mistrzostwach Świata w Lekkoatletyce 2015
Wyspy Świętego Tomasza i Książęca na Mistrzostwach Świata w Lekkoatletyce 2015 – reprezentacja Wysp Świętego Tomasza i Książęcej podczas Mistrzostw Świata w Pekinie liczyła 1 zawodnika, który nie zdobył medalu.

## Występy reprezentantów Wysp Świętego Tomasza i Książęcej
| Konkurencja            | Zawodnik       | Eliminacje | Eliminacje | Runda 1  | Runda 1 | Półfinał | Półfinał | Finał    | Finał   |
| Konkurencja            | Zawodnik       | Rezultat   | Pozycja    | Rezultat | Pozycja | Rezultat | Pozycja  | Rezultat | Pozycja |
| ---------------------- | -------------- | ---------- | ---------- | -------- | ------- | -------- | -------- | -------- | ------- |
| Bieg na 100 m mężczyzn | João de Barros | 11,07      | 13.        | NQ       | NQ      | NQ       | NQ       | NQ       | NQ      |